# Андерсон, Тим
Тимоти Девон Андерсон-младший (англ. Timothy Devon Anderson Jr; 23 июня 1993, Таскалуса, Алабама) — американский бейсболист, шортстоп клуба Главной лиги бейсбола «Чикаго Уайт Сокс».

## Карьера
Тим Андерсон родился 23 июня 1993 года в Таскалусе, штат Алабама. Там же он окончил старшую школу Хиллкрест. Во время учёбы, кроме бейсбола, Тим играл в баскетбол, в составе школьной команды выигрывал чемпионат штата. После школы он поступил в общественный колледж Ист-Сентрал в Декейтере и сосредоточился на бейсболе. В составе студенческой команды «Ист-Сентрал Уорриорз» Андерсон провёл два сезона. На второй год его показатель отбивания составил 49,5 %, он также выбил 18 даблов, 11 триплов, 10 хоум-ранов, украл 41 базу и набрал 45 RBI. После удачного выступления, на драфте МЛБ 2013 года Тим был выбран клубом «Чикаго Уайт Сокс» в первом раунде под общим семнадцатым номером.
Сезон 2014 года Андерсон начал в составе клуба «Уинстон-Сейлем Дэш», а в конце чемпионата на короткое время был переведён в АА-лигу в «Бирмингем Бэронс». Значительную часть матчей Тим пропустил из-за перелома правого запястья. Его прогресс продолжился в составе «Бэронс» в 2015 году, когда он сократил число получаемых страйкаутов, а также украл базу 49 раз в 62 попытках.  
В основном составе «Уайт Сокс» в Главной лиге бейсбола Андерсон дебютировал в сезоне 2016 года. Он провёл 99 игр в регулярном чемпионате, отбивая с показателем 28,3 %. В марте 2017 года клуб подписал с Тимом новый контракт на шесть лет, сумма соглашения составила 25 млн долларов. Второй сезон на высшем уровне прошёл для него неровно. Андерсон выбил 17 хоум-ранов и набрал 56 RBI, но также совершил 28 ошибок при игре в защите — худший результат в лиге на его позиции. Тим также получил 162 страйкаута при всего 13 уоках. В качестве возможной причины газета Chicago Tribune называла психологические проблемы, связанные с убийством его друга и крёстного отца его дочери Брэндена Мосса. 
В 2018 году Тим стал первым шортстопом в истории «Уайт Сокс», который выбил двадцать хоум-ранов и украл базу двадцать раз в одном сезоне. Также он сумел сократить число совершаемых ошибок в защите. В марте и апреле 2019 года Андерсон в двадцати двух играх отбивал с показателем 38,1 %, с шестью хоум-ранами и семнадцатью RBI. По итогам месяца он был признан лучшим игроком Американской лиги. 